# Hemidactylus karenorum
Espèce
Synonymes
- Doryura karenorum Theobald, 1868

Hemidactylus karenorum est une espèce de geckos de la famille des Gekkonidae.

## Répartition
Cette espèce se rencontre en Birmanie et au Viêt Nam.

## Étymologie
Cette espèce est nommée en l'honneur des Karens.

## Publication originale
- Theobald, 1870 "1868" : Catalogue of the reptiles of British Birna, embracing the provinces of Pegu, Martaban, and Tenasserim; with descriptions of new or little-known species. Journal of The Linnean Society of London, vol. 10, p. 4-67 (texte intégral).